# Afrikaans kampioenschap voetbal vrouwen onder 20 - 2010
Het CAF onder 20 vrouwen voetbalkampioenschap 2010 (CAN U-20 Women) is het kwalificatietoernooi van de CAF voor het Wereldkampioenschap voetbal vrouwen onder 20 - 2010 dat in Duitsland wordt gehouden.

## Voorronde
De wedstrijden werden in oktober en november 2009 gespeeld.
| Team 1                        | Tot.                         | Team 2                | 1e wedstr. | 2e wedstr. |
| ----------------------------- | ---------------------------- | --------------------- | ---------- | ---------- |
| Madagaskar                    | 7-2                          | Réunion               | 1-3        | 1-4        |
| Oeganda                       | 3-1                          | Rwanda                | 2-1        | 1-0        |
| Centraal-Afrikaanse Republiek | STP trok zich terug          | São Tomé and Principe |            |            |
| Mozambique                    | MOZ + KEN trokken zich terug | Kenia                 |            |            |
| Togo                          | TOG + SLE trokken zich terug | Sierra Leone          |            |            |

## Eerste ronde
De wedstrijden werden in december 2009 gespeeld.
| Team 1                        | Tot.                | Team 2         | 1e wedstr. | 2e wedstr. |
| ----------------------------- | ------------------- | -------------- | ---------- | ---------- |
| Centraal-Afrikaanse Republiek | 1-3                 | Congo-Kinshasa | 1-1        | 0-2        |
| Botswana                      | 3-3 ns (3-4)        | Namibië        | 2-1        | 1-2        |
| Réunion                       | 3-6                 | Zuid-Afrika    | 0-2        | 3-4        |
| Oeganda                       | UGA trok zich terug | Zambia         |            |            |
| Tunesië                       | EGY trok zich terug | Egypte         |            |            |
| Congo-Kinshasa                | COD trok zich terug | Ghana          |            |            |
| *                             | vrij                | Zimbabwe       |            |            |
| *                             | vrij                | Nigeria        |            |            |

* Geen tegenstander in verband met terugtrekking van Kenia, Mozambique, Sierra leone en Togo voor voorronde.

## Tweede ronde
De wedstrijden werden in januari 2010 gespeeld.
| Team 1         | Tot. | Team 2  | 1e wedstr. | 2e wedstr. |
| -------------- | ---- | ------- | ---------- | ---------- |
| Congo-Kinshasa | 3-2  | Namibië | 2-2        | 1-0        |
| Tunesië        | 0-3  | Ghana   | 0-2        | 0-1        |
| Zuid-Afrika    | 7-2  | Zambia  | 1-2        | 6-0        |
| Zimbabwe       | 1-10 | Nigeria | 1-4        | 0-6        |

## Derde ronde
De winnaars, Ghana en Nigeria, plaatsten zich voor het wereldkampioenschap. De wedstrijden werden in februari 2010 gespeeld.
| Team 1         | Tot. | Team 2  | 1e wedstr. | 2e wedstr. |
| -------------- | ---- | ------- | ---------- | ---------- |
| Congo-Kinshasa | 0-5  | Ghana   | 0-2        | 0-3        |
| Zuid-Afrika    | 3-12 | Nigeria | 3-5        | 0-7        |